# ملكة جمال الكون 2024
ملكة جمال الكون 2024 (بالإنجليزية: Miss Universe 2024)‏ هي مسابقة ملكة جمال الكون الثالثة والسبعين في تاريخ مسابقة ملكة جمال الكون منذ انطلاقتها عام 1952، ستقام في المكسيك. تعود نسخة هذه المسابقة للمكسيك بعد سبعة عشر عام منذ آخر مرة استضافتها البلاد في عام 2007. في نهاية الحدث توجت ملكة جمال الكون السابقة شينيس بالاسيوس من نيكاراغوا خليفتها الدنماركية فيكتوريا كير تايلفي بلقب ملكة جمال الكون 2024، لتصبح أول دنماركية تفوز بالمسابقة على الإطلاق. تمكنت ورائدة الأعمال والمحامية البالغة من العمر 21 عامًا، من التغلب على أكثر من 120 متسابقة أخرى للفوز بمسابقة ملكة جمال السنوية في مكسيكو سيتي. فبما احتلت النيجيرية تشيديما أديتشينا المركز الثاني، فيما حلت المكسيكية ماريا فرناندا بلتران في المركز الثالث. وتبعتها التايلاندية سوتشاتا تشوانجسري والفنزويلية إيلينا ماركيز بيدروزا، التي حققت تاريخاً جديداً في المراكز الخمسة الأولى بعد أن أزالت المسابقة العديد من القيود في السنوات الأخيرة. كانت هذه هي المرة الأولى في تاريخ مسابقة ملكة جمال الكون الذي يمتد 72 عامًا التي يُسمح فيها للنساء فوق سن 28 عامًا بالمشاركة. وكان أكثر من عشرين من المتأهلات للنهائيات أكبر سنًا مما كان مسموحًا به في السنوات السابقة، حيث أصبحت بياتريس نجويا من مالطا أول امرأة وحيدة في الأربعينيات من عمرها تصل إلى النهائيات الكبرى.
تشهد هذه المسابقة زيادة عدد المتسابقات المتأهلات إلى نصف النهائيات في المسابقة إلى ثلاثين متنافسة، وهو أعلى رقم في تاريخ المسابقة. ستحدد المنافسة التمهيدية، التي تتكون من قسمي ملابس السباحة وفساتين السهرة بالإضافة إلى المقابلات المغلقة، المتأهلات إلى نصف النهائيات في المسابقة ستتنافس المجموعة الأولية من المتأهلات إلى نصف النهائيات في قسم ملابس السباحة حيث ستتقدم اثنا عشر متنافسة إلى قسم فساتين السهرة، بعد ذلك ستتقدم خمسة متنافسات إلى جولة الأسئلة والأجوبة، حيث يتم الإعلان عن الفائزة ووصيفاتها الأربع بالإضافة إلى ذلك يتم أيضًا تسمية أربع ملكات قاريات.

## النتائج

### المراكز النهائية
| المركز               | المتسابقة |
| -------------------- | --- |
| ملكة جمال الكون 2024 | - الدنمارك – فيكتوريا كير تايلفي |
| الوصيفة الأولى       | - نيجيريا – تشيديما أديتشينا |
| الوصيف الثانية       | - المكسيك – ماريا فرناندا بيلتران |
| الوصيفة الثالثة      | - تايلاند – سوتشاتا تشوانغسري |
| الوصيفة الرابعة      | - فنزويلا – إليانا ماركيز |
| أفضل 12              | - الأرجنتين – ماجالي بينيجام - بوليفيا – جوليانا بارينتوس - كندا – اشلي كالينجبول - تشيلي – إميليا ديديس § - بيرو – تاتيانا كالميل - بورتوريكو – جينيفر كولون - روسيا – فالنتينا أليكسيفا |
| أفضل 30              | - أروبا - أنوك إيمان - كمبوديا - دافين براساث - الصين - جيا تشي - كوبا - ماريانيلا أنشيتا - جمهورية الدومينيكان - سيليني سانتوس - الإكوادور – مارا توبيتش - مصر – لوجينا صلاح - فنلندا – ماتيلدا فيرتافوري Δ - فرنسا – إنديرا أمبيوت - الهند – ريا سينغا - اليابان – كايا تشاكرابورتي - ماكاو – كاساندرا تشيو - ماليزيا – ساندرا ليم - نيكاراغوا – جيسيل غارسيا - الفلبين – تشيلسي مانالو Δ - صربيا - إيفانا تريشيتش - فيتنام - نوين كاو كي زوين - زيمبابوي - ساخيل دوبي |

§ – تم التصويت لها ضمن أفضل 30 من قبل المشاهدين

Δ – تم وضعها ضمن أفضل 30 كملكة قارية

### ملكات القارات
تم الكشف عن ملكات القارات في المؤتمر الصحفي الذي أعقب المسابقة النهائية. وتم اختيار الفائزات بغض النظر عن ترتيبهن النهائي في المسابقة.
| مجموعة القارية       | المتسابقة                    |
| -------------------- | ---------------------------- |
| أفريقيا وأوقيانوسيا  | - نيجيريا – تشيديما أديتشينا |
| آسيا                 | - الفلبين – تشيلسي مانالو    |
| أوروبا والشرق الأوسط | - فنلندا – ماتيلدا ويرتافوري |
| الأمريكتين           | - بيرو – تاتيانا كالميل      |

### جوائز خاصة
بعد المنافسة التمهيدية تم منح جوائز خاصة للمدراء الوطنيون والمتسابقات الذين أظهروا تفانيهم وشغفهم بتنظيم مسابقة ملكة جمال الكون.

## الخلفية

### الموقع والتاريخ
في 18 نوفمبر 2023، خلال مسابقة ملكة جمال الكون 2023، أعلن رجل الأعمال راؤول روشا كانتو أن النسخة الثالثة والسبعين ستقام في المكسيك عبر عرض فيديو. وهذه هي المرة الأولى التي تستضيف فيها المكسيك المسابقة منذ استضافتها سابقًا في عام ملكة جمال الكون 2007.

### اختيار المشاركين
في سبتمبر 2023، أثناء عرض تانر فليتشر في أسبوع الموضة في نيويورك، كشفت ملكة جمال الكون 2022 أر بوني غابرييل أن منظمة ملكة جمال الكون اتخذت قرارًا بإزالة القيود العمرية للمتسابقات. فوق سن 18 عامًا، والذي سيتم تنفيذه بدءًا من نسخة 2024. قبل هذا التغيير، كانت المسابقة تقتصر على النساء اللاتي تتراوح أعمارهن بين 18 و28 عامًا في عام المسابقة، خارج الظروف الخاصة.

#### الظهور الأول والعائدات والانسحابات
تشهد هذه النسخة أول ظهور لمتسابقات من بيلاروسيا، إريتريا، إيران، مقدونيا الشمالية، أوزبكستان؛ غينيا، ماكاو، جزر المالديف، مولدوفا، الصومال، الإمارات العربية المتحدة.
وعودة أرمينيا والنمسا وبنغلاديش وبليز وبونير، وبوتسوانا والصين، وجزر كوك وكوبا وجمهورية الكونغو الديمقراطية،، إستونيا، فيجي، جبل طارق، هايتي، كينيا، قيرغيزستان، المارتينيك، الجبل الأسود، نيوزيلندا، رومانيا، ساموا، السنغال، صربيا، سورينام،
```
تنزانيا، تركيا، تركس وكايكوس، جزر العذراء الأمريكية،
[
22
]
 أوروغواي، وزامبيا.
```

آخر متنافسة من كوبا شاركت آخر مرة في مسابقة 1967، ولتكون هذه المرة الأولى التي تتنافس فيها مسابقة من البلاد بعد غياب دام ستة عقود تقريبًا عن المنافسة، وفيجي في 1981؛ المارتينيك في 1984؛ جمهورية الكونغو الديمقراطية مثل زائير وساموا مثل ساموا الغربية في 1986؛ السنغال في 1987؛ جبل طارق في 1990؛ بونير، جزر كوك وسورينام في 1999؛ بوتسوانا وإستونيا في 2013؛ جزر تركس وكايكوس في 2014؛ الجبل الأسود وصربيا في 2015؛ النمسا في 2017؛ زامبيا في 2018؛ بنغلاديش، ونيوزيلندا، وتنزانيا، وجزر فيرجن الأمريكية في 2019؛ كينيا ورومانيا في 2021؛ بينما تنافس الآخرون آخر مرة في 2022.
تنافست نيوزيلندا آخر مرة في 2019.

### لجنة الاختيار
- كاميلا جوريبيتي - فاعلة خيرية ورائدة أعمال كوبية.
- إميليو إستيفان – موسيقي ومنتج موسيقي كوبي.[25]
- إيفا كافالي – مصممة أزياء ووصيفة الأولى لملكة جمال الكون 1977 من النمسا.[26]
- فاريانا - ممثلة ومغنية كولومبية.
- غابرييلا غونزاليس - مصممة أزياء مكسيكية.
- غاري نادر - جامع أعمال فنية لبناني دومينيكي.
- جيانلوكا فاتشي - رائد أعمال إيطالي وشخصية إنترنت.
- جيسيكا كاريلو - مراسلة أخبار في تيليموندو.[27]
- ليلي بونس – مغنية وممثلة وشخصية يوتيوب.[28]
- مارغريت غاردينر – صحفية وملكة جمال الكون 1978 من جنوب أفريقيا.[29]
- مايكل سينكو – مصمم أزياء فلبيني مقيم في دبي.
- نوفا ستيفنز – محامية وملكة جمال الكون الكندية 2020.

## المتسابقات
اعتبارًا من 6 فبراير 2024، تم تأكيد تنافس متسابقات على اللقب.
| البلد / الإقليم             | اسم المتسابقة           | العمر | بلد المنشأ            | ملاحظات                                                                                     |
| --------------------------- | ----------------------- | ----- | --------------------- | ------------------------------------------------------------------------------------------- |
| ألبانيا                     | فرانشيسكا رستم          | 19    | دراس                  |                                                                                             |
| أنغولا                      | نيلما فيريرا            | 26    | بنغيلا                | تم اختيار نيلما تشيسولا فيريرا لتمثيل أنغولا في مسابقة ملكة جمال الكون 2024.                |
| الأرجنتين                   | ماجالي بنيجام           | 29    | كوردوبا               |                                                                                             |
| أرمينيا                     | إيرينا زاخاروفا         | 31    | يريفان                |                                                                                             |
| أروبا                       | أنوك إيمان              | 32    | أورنجستاد             |                                                                                             |
| أستراليا                    | زوي كريد                | 23    | بريزبن                |                                                                                             |
| جزر البهاما                 | سلفينيك رايت            | 32    | جزيرة أندروس          |                                                                                             |
| البحرين                     | شيرين أحمد              | 29    | المنامة               |                                                                                             |
| بنغلاديش                    | أنيقة عالم              | 32    | دكا                   |                                                                                             |
| بيلاروسيا                   | إليانورا كاتشالوفسكايا  | 24    | مينسك                 |                                                                                             |
| بلجيكا                      | كنزة أملوت              | 21    | سينت-اماندسبيرغ       |                                                                                             |
| بليز                        | حليمة هوي               | 29    | بورت لويولا           |                                                                                             |
| بوليفيا                     | جوليانا بارينتوس        | 26    | كوشابامبا             |                                                                                             |
| بونير                       | روبي بوشيت              | 29    | كراليندايك            |                                                                                             |
| بوتسوانا                    | ثانولو كيوتلويل         | 28    | تاماجا                |                                                                                             |
| البرازيل                    | لوانا كافالكانتي        | 25    | ريسيفي                |                                                                                             |
| جزر العذراء البريطانية      | ديونس لوينفيلد          | 20    | تورتولا               |                                                                                             |
| بلغاريا                     | ايلينا فيان             | 33    | هاسكوفو               |                                                                                             |
| كمبوديا                     | دافين براساث            | 33    | بنوم بنه              |                                                                                             |
| الكاميرون                   | نورا نجيكم              | 25    | ياوندي                |                                                                                             |
| كندا                        | آشلي كالينغبول          | 34    | إينوك                 |                                                                                             |
| جزر كايمان                  | ريجان روتي              | 22    | إيست إند              |                                                                                             |
| تشيلي                       | إميليا ديديس            | 24    | فيتاكورا              |                                                                                             |
| الصين                       | جيا تشي                 | 23    | تشنغدو                |                                                                                             |
| كولومبيا                    | دانييلا تولوزا          | 30    | كالي                  |                                                                                             |
| كوستاريكا                   | ايلينا هيدالغو          | 32    | سان خوسيه             |                                                                                             |
| كوت ديفوار                  | ماري إيمانويل ديامالا   | 20    | أبويسو                |                                                                                             |
| كرواتيا                     | زرينكا تشوريتش          | 22    | دوبروفينك             |                                                                                             |
| كوبا                        | ماريانيلا أنشيتا        | 31    | رانشويلو              |                                                                                             |
| كوراساو                     | كيمبرلي دي بوير         | 18    | وليمستاد              |                                                                                             |
| جمهورية التشيك              | ماري دانتشي             | 27    | كرنوف                 |                                                                                             |
| قبرص                        | كاترينا ديمتريو         | 29    | نيقوسيا               |                                                                                             |
| جمهورية الكونغو الديمقراطية | إيلدا أماني             | 26    | بوكافو                |                                                                                             |
| الدنمارك                    | فيكتوريا كير تايلفي     | 21    | سوبورغ                |                                                                                             |
| جمهورية الدومينيكان         | سيليني سانتوس           | 24    | سانتو دومينجو         |                                                                                             |
| الإكوادور                   | مارا توبيتش             | 29    | غواياكيول             |                                                                                             |
| مصر                         | لوجينا صلاح             | 34    | الإسكندرية            |                                                                                             |
| السلفادور                   | فلورنسا غارسيا          | 25    | سان ميغيل             |                                                                                             |
| غينيا الاستوائية            | ديانا أنجونو موهافو     | 24    | مالابو                |                                                                                             |
| إريتريا                     | سنيت تيولديميدهين       | 25    | أسمرة                 |                                                                                             |
| إستونيا                     | فاليريا فاسيلييفا       | 22    | تالين                 |                                                                                             |
| فيجي                        | مانشيكا براساد          | 21    | ليفوكا                |                                                                                             |
| فنلندا                      | ماتيلدا فيرتافوري       | 24    | تامبيري               |                                                                                             |
| فرنسا                       | إنديرا أمبيو            | 20    | باس-تير               |                                                                                             |
| ألمانيا                     | بيا ثيسن                | 25    | بيرايوس               |                                                                                             |
| جبل طارق                    | شيان ماكنتوش            | 25    | جبل طارق              |                                                                                             |
| بريطانيا العظمى             | كريستينا تشاك           | 31    | دانبلين               |                                                                                             |
| اليونان                     | كريستيانا كاتسيري       | 22    | بيرايوس               |                                                                                             |
| غوادلوب                     | كورالي ديسبلان          | 20    | بوانت-نوار            |                                                                                             |
| غواتيمالا                   | آنا غابرييلا فيلانويفا  | 22    | سانتا كروز نارانيو    |                                                                                             |
| غينيا                       | ساران باه               | 29    | كوناكري               |                                                                                             |
| غيانا                       | أريانا بليز             | 26    | جورج تاون             |                                                                                             |
| هندوراس                     | ستيفاني كام             | 31    | سان بيدرو سولا        |                                                                                             |
| هونغ كونغ                   | جوان رودس               | 24    | هونغ كونغ             |                                                                                             |
| المجر                       | نورا كينيز              | 28    | سزومباثيلي            |                                                                                             |
| أيسلندا                     | سولديس فالا إيفارسدوتير | 18    | أربير                 |                                                                                             |
| الهند                       | ريا سينغا               | 19    | أحمد آباد             |                                                                                             |
| إندونيسيا                   | كلارا شافيرا كريبس      | 22    | تانجيرانج             |                                                                                             |
| أيرلندا                     | صوفيا لابوس             | 21    | مونتينوت              |                                                                                             |
| إسرائيل                     | أوفير كورسيا            | 23    | ريشون لتصيون          |                                                                                             |
| إيطاليا                     | جليلاني كافالكانتي      | 30    | نوتو                  |                                                                                             |
| جامايكا                     | راشيل سيلفيرا           | 25    | سانت ماري             |                                                                                             |
| اليابان                     | كايا شاكرابورتي         | 22    | كوبي                  |                                                                                             |
| كازاخستان                   | مدينا ألموخانوفا        | 23    | ألماتي                |                                                                                             |
| كينيا                       | إيرين نج إندو           | 26    | جوجا                  |                                                                                             |
| كوريا                       | أرييل هان               | 22    | سيول                  |                                                                                             |
| كوسوفو                      | إيدونا باجرامي          | 26    | بريشتينا              |                                                                                             |
| قيرغيزستان                  | مايا تورداليفا          | 25    | بيشكك                 |                                                                                             |
| لاوس                        | فيرانيا ثيبومفونج       | 28    | هوفان                 |                                                                                             |
| لاتفيا                      | ماريا فيسينسكا          | 26    | ريغا                  |                                                                                             |
| لبنان                       | ندى كوسا                | 26    | رحبة                  |                                                                                             |
| ماكاو                       | كاساندرا تشيو           | 23    | نوسا سينهورا دو كارمو |                                                                                             |
| ماليزيا                     | ساندرا ليم              | 23    | سلانغور               |                                                                                             |
| المالديف                    | مريم شاينا نسيم         | 21    | ماليه                 | تشارك شاينا في مسابقة من خلال فرصة قدمتها وكالة إدارة الفعاليات "هي إن شي" في جزر المالديف. |
| مالطا                       | بياتريس نجويا           | 39    | سانت بول باي          |                                                                                             |
| مارتينيك                    | كاثرين إدوارد           | 25    | فورت دو فرانس         |                                                                                             |
| موريشيوس                    | تانيا رينيه             | 27    | كواتر بورن            |                                                                                             |
| المكسيك                     | ماريا فرناندا بلتران    | 24    | كولياكان              |                                                                                             |
| مولدوفا                     | جولييتا كالالب          | 20    | تشيسيناو              |                                                                                             |
| منغوليا                     | نومينزول زاندانجين      | 19    | أولان باتور           |                                                                                             |
| الجبل الأسود                | رومينا إفيزاي           | 19    | توزي                  |                                                                                             |
| ميانمار                     | ثيت سان أندرسن          | 24    | يانغون                |                                                                                             |
| ناميبيا                     | بريسكا أنيولو           | 24    | ويندهوك               |                                                                                             |
| نيبال                       | سامبادا غيمير           | 23    | بهاكتابور             |                                                                                             |
| هولندا                      | فيث لاندمان             | 27    | زانتفورت              |                                                                                             |
| نيوزيلندا                   | فيكتوريا فينسنت         | 29    | أوكلاند               |                                                                                             |
| نيكاراغوا                   | غايسيل غارسيا           | 29    | سانتو توماس           |                                                                                             |
| نيجيريا                     | تشيديما أديتشينا        | 23    | تارابا                |                                                                                             |
| مقدونيا الشمالية            | تي جورجييفسكا           | 21    | كومانوفو              |                                                                                             |
| النرويج                     | ليلي سودال              | 21    | كريستينساند           |                                                                                             |
| باكستان                     | نور هرمينا              | 29    | إسلام أباد            |                                                                                             |
| باراغواي                    | نعومي مينديز            | 32    | أسونسيون              |                                                                                             |
| فارس                        | آفا فاهنيشان            | 26    | مشهد                  |                                                                                             |
| بيرو                        | تاتيانا كاميل           | 29    | ليما                  |                                                                                             |
| الفلبين                     | تشيلسي مانالو           | 24    | ميكويان               |                                                                                             |
| بولندا                      | كاساندرا زافال          | 28    | بيرزغلينك             |                                                                                             |
| البرتغال                    | أندريا كوريا            | 26    | سينترا                |                                                                                             |
| بورتوريكو                   | جينيفر كولون            | 36    | أوروكوفيس             |                                                                                             |
| رومانيا                     | لوريدانا سالانتا        | 33    | بيستريتا              |                                                                                             |
| روسيا                       | فالنتينا ألكسيفا        | 18    | تشيبوكساري            |                                                                                             |
| سانت لوسيا                  | سكاي فوشر               | 26    | كاستريز               |                                                                                             |
| ساموا                       | هايلاني كوروبو          | 26    | آبيا                  |                                                                                             |
| السنغال                     | فاتو بينتو غيي          | 23    | لوغا                  |                                                                                             |
| صربيا                       | إيفانا تريشيتش          | 30    | بلغراد                |                                                                                             |
| سنغافورة                    | شارلوت شيا              | 26    | سنغافورة              |                                                                                             |
| سلوفاكيا                    | بترا سيفاكوفا           | 24    | شامورين               |                                                                                             |
| الصومال                     | خديجة عمر               | 23    | مقديشو                |                                                                                             |
| جنوب أفريقيا                | ميا لي روكس             | 28    | أوتشورن               |                                                                                             |
| إسبانيا                     | ميشيل خيمينيز           | 21    | بالما                 |                                                                                             |
| سريلانكا                    | ميلوني داساناياكي       | 25    | كولمبو                |                                                                                             |
| سورينام                     | بوجا تشوتكان            | 23    | باريماروبو            |                                                                                             |
| سويسرا                      | لورا بيرشر              | 23    | ستانس                 |                                                                                             |
| تنزانيا                     | جوديث نغوسا             | 26    | لندي                  |                                                                                             |
| تايلاند                     | سوتشاتا تشوانغسري       | 20    | بانكوك                |                                                                                             |
| ترينيداد وتوباغو            | جينيل ثونغ              | 32    | مورفانت               |                                                                                             |
| تركيا                       | ايليز دومان             | 20    | إسطنبول               |                                                                                             |
| تركس وكايكوس                | رايني مايرز             | 23    | جزيرة غراند تورك      |                                                                                             |
| الإمارات العربية المتحدة    | إميليا دوبريفا          | 27    | دبي                   |                                                                                             |
| أوكرانيا                    | ألينا بونومارينكو       | 20    | أوديسا                |                                                                                             |
| أوروغواي                    | يانينا لوكاس            | 28    | لافاليجا              |                                                                                             |
| الولايات المتحدة            | ألما كوبر               | 22    | أوكيموس               |                                                                                             |
| جزر العذراء الأمريكية       | ستيفاني أندوجار         | 28    | سانت توماس            |                                                                                             |
| أوزباكستان                  | نيجينا فخرالدينوفا      | 25    | طشقند                 |                                                                                             |
| فنزويلا                     | إليانا ماركيز           | 27    | فالنسيا               |                                                                                             |
| فيتنام                      | نوين كاو كي زوين        | 28    | نام دينه              |                                                                                             |
| زامبيا                      | براندينا لوبولي         | 28    | موفوليرا              |                                                                                             |
| زيمبابوي                    | ساكيل دوبي              | 27    | بولاوايو              |                                                                                             |